# Пантеон зодчих Лук'янівського некрополю
«Пантеон зодчих Лук'янівського некрополю» — довідник біографічних відомостей про архітекторів, будівельників, відомих вчених, інженерів, фундаторів будівельної науки, які зробили великий вплив на розвиток української будівельної механіки, опору матеріалів, мостобудівництва, архітектури, що поховані на Лук'янівському кладовищі.
Матеріали для довідок виявлені в державних архівах, музеях, бібліотеках, у родичів, у фондах різних установ.
Довідник побудований за енциклопедичним принципом. Статті розташовані за алфавітом, подають біографічні довідки, освіту, вчений ступінь, звання, збудовані споруди, написані праці, фото.
В довіднику представлені біографії осіб:
- Альошин Павло Федотович
- Альошина Ольга Павлівна
- Барзилович Семен Андрійович
- Безсмертний Володимир Адріанович
- Вербицький Олександр Матвійович
- Геккер Адольф-Фрідріх Карлович
- Грідін Василь Іванович
- Даміловський Микола Олександрович
- Діндо Жозефіна Костянтинівна
- Динник Олександр Миколайович
- Кільчинський Олександр Олексійович
- Кириченко Олег Ілліч
- Кобелєв Олександр Васильович
- Кратко Бернард Михайлович
- Малозьомов Іван Іванович
- Моргілевський Іполит Владиславович
- Некрасов Сергій Федорович
- Неровецький Олександр Інокентійович
- Петрашевич Галина Львівна
- Прокоф'єв Сергій Андрійович
- Руденський Олександр Костянтинович
- Рухлядєв Олексій Михайлович
- Сєверов Микола Павлович
- Симінський Костянтин Костянтинович
- Торов Дмитро Григорович
- Фельдман Валентин Августович
- Хаустов Павло Прокопович
- Юровський Веніамін Мойсейович
- Яковлєв Євген Григорович
- Янишевський Микола Миколайович

Також представлені відомості про ряд інших осіб, але лише з датами років життя та фотографіями могил (інколи з короткими відомостями і фотографіями осіб).